# Yigoga tauricola
Yigoga tauricola är en fjärilsart som beskrevs av Corti 1933. Yigoga tauricola ingår i släktet Yigoga och familjen nattflyn. Inga underarter finns listade i Catalogue of Life.